# Trappar
Trappar (Otididae) är en familj med fåglar som placeras i den egna ordningen trappfåglar (Otidiformes). Tidigare placerades de i ordningen tran- och rallfåglar. Familjen omfattar trappar och florikaner. 

## Utbredning och ekologi
Trapparna förekommer i Palearktis och i Australien och lever i torra områden och på stäpp. De föredrar öppna biotoper som fält, sandhedar, ljungmarker och sädesåkrar. De arter som förekommer i den tempererade zonen är flyttfåglar. Trapparna är opportunistiska allätare som lever av växtdelar som blad, knoppar, frön, frukt, små ryggradsdjur och ryggradslösa djur. Trapparna springer snabbt, men flyger klumpigt. 

## Utseende
Trapparna är stora fåglar som varierar mellan 40 och 150 cm. Trapparna saknar till skillnad från många andra fågelarter baktå, de har en kort, vid roten nedtryckt näbb och långa, kraftfulla ben. Klorna är beklädda med en nätformigt delad hud och tårna är vid roten förenade genom en hudfåll. Trapparna är stora eller medelstora, kraftigt byggda och tunga fåglar, som till sitt yttre påminner om hönsfåglar eller strutsar. 

## Släkten och arter i taxonomisk ordning

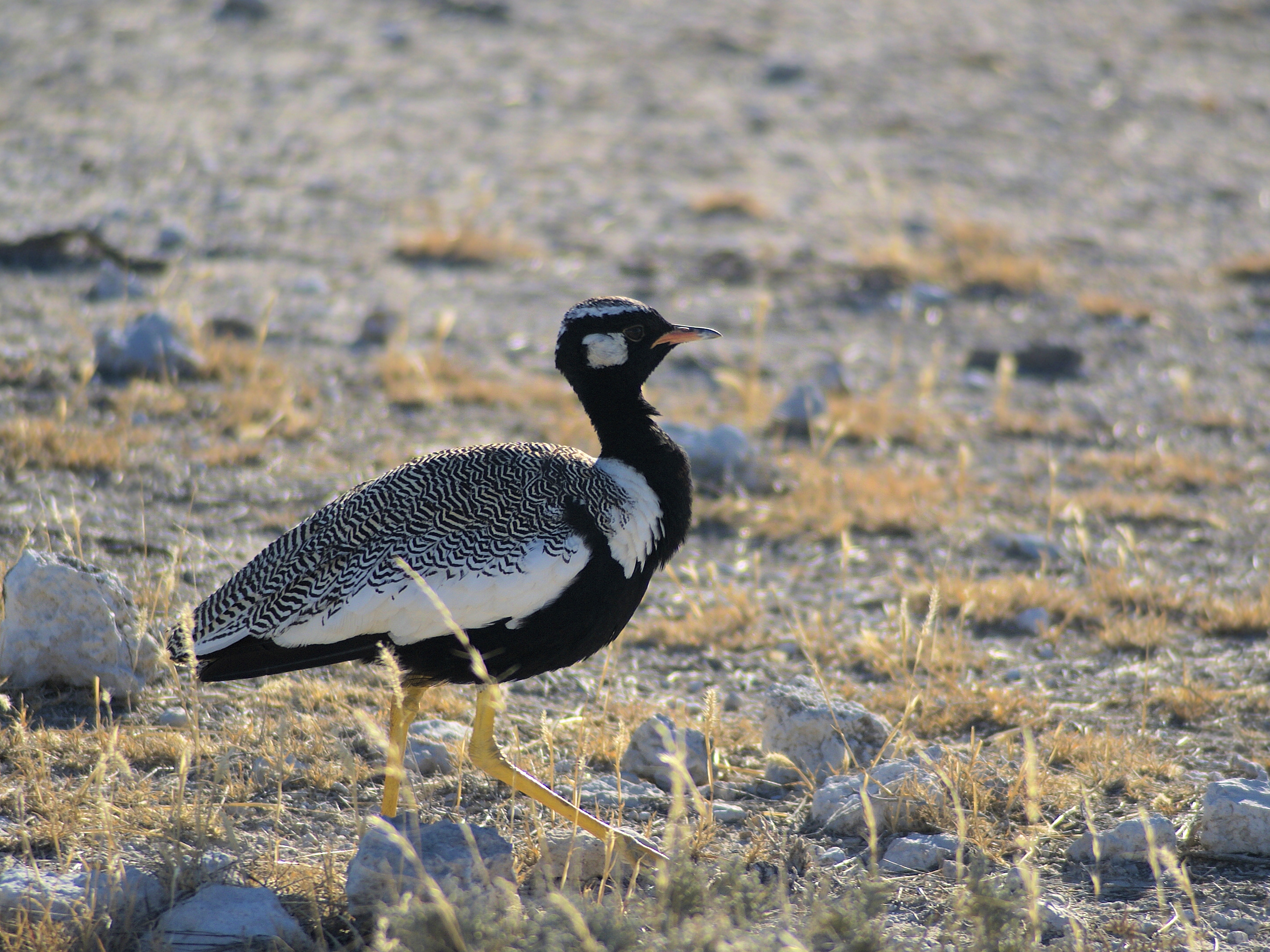
Vitvingad trapp.

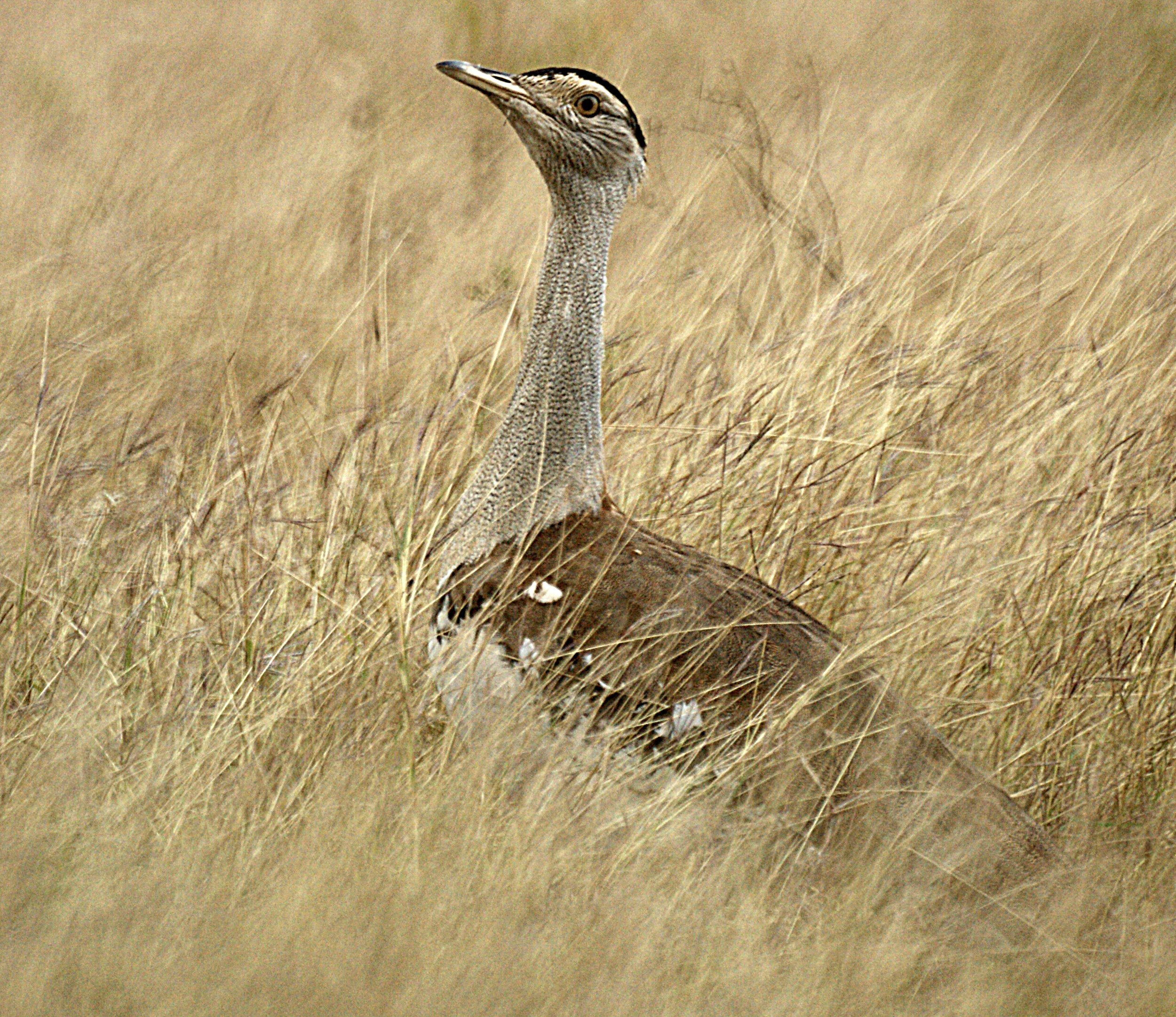
Australisk trapp.

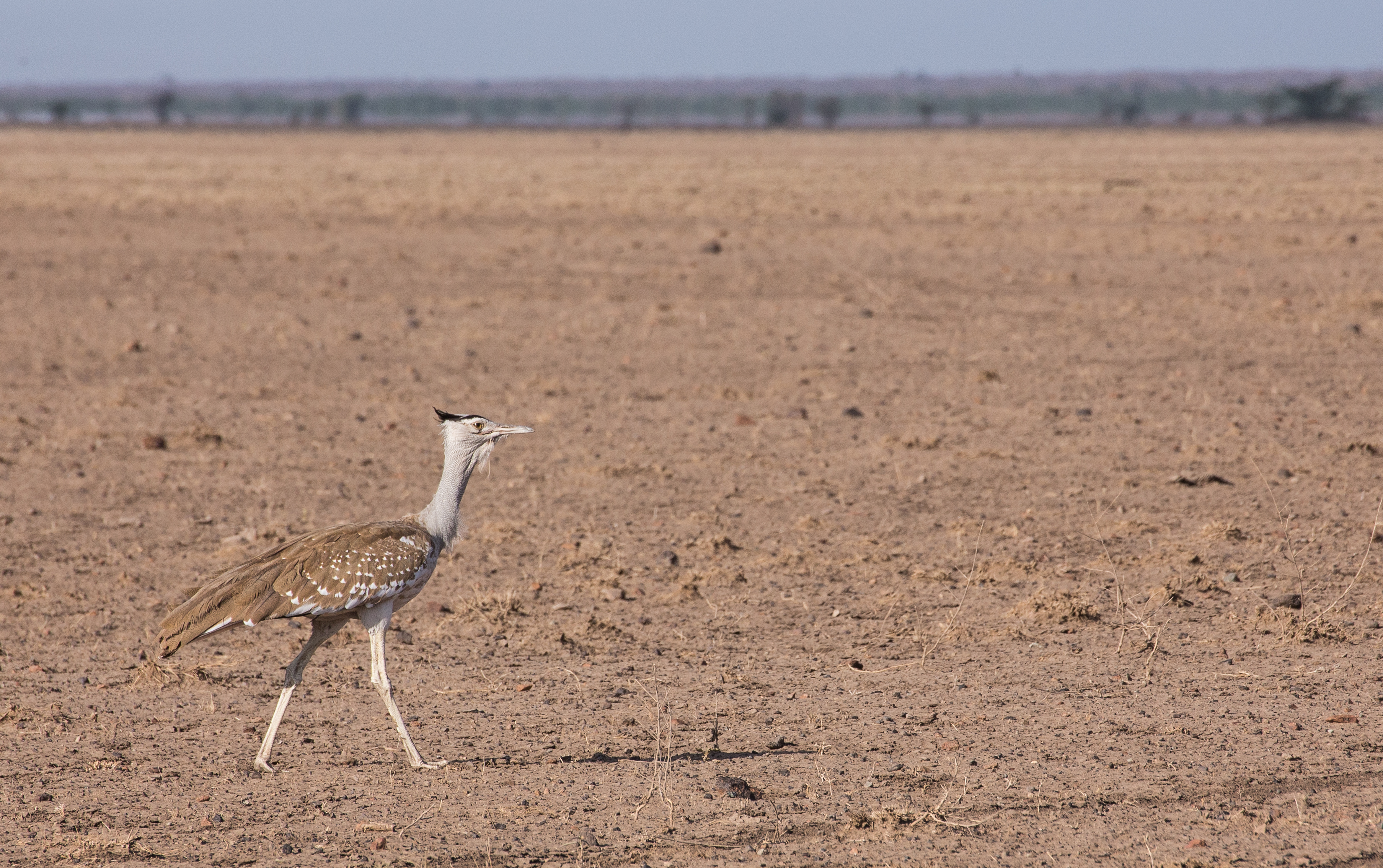
Arabtrapp

Trapparna anses numera omfatta 25 arter. Nedanstående lista följer AviList:
- Släkte Otis
  - Stortrapp (Otis tarda)
- Släkte Ardeotis
  - Arabtrapp (Ardeotis arabs)
  - Koritrapp (Ardeotis kori)
  - Indisk trapp (Ardeotis nigriceps)
  - Australisk trapp (Ardeotis australis)
- Släkte Chlamydotis
  - Kragtrapp (Chlamydotis macqueenii)
  - Ökentrapp (Chlamydotis undulata)
- Släkte Neotis
  - Brunhuvad trapp (Neotis ludwigii)
  - Rostnackad trapp (Neotis denhami)
  - Somaliatrapp (Neotis heuglinii)
  - Nubisk trapp (Neotis nuba)
- Släkte Eupodotis
  - Blåtrapp (Eupodotis caerulescens)
  - Vitbukig trapp (Eupodotis senegalensis)
- Släkte Heterotetrax
  - Karrootrapp (Heterotetrax vigorsii)
  - Namibtrapp (Heterotetrax rueppelii)
  - Bruntrapp (Heterotetrax humilis)
- Släkte Lophotis
  - Saheltofstrapp (Lophotis savilei)
  - Östlig tofstrapp (Lophotis gindiana)
  - Sydlig tofstrapp (Lophotis ruficrista)
- Släkte Afrotis
  - Svarttrapp (Afrotis afra)
  - Vitvingad trapp (Afrotis afraoides)
- Släkte Lissotis
  - Akaciatrapp (Lissotis hartlaubii)
  - Svartbukig trapp (Lissotis melanogaster)
- Släkte Houbaropsis
  - Bengalflorikan (Houbaropsis bengalensis)
- Släkte Sypheotides
  - Mindre florikan (Sypheotides indica)
- Släkte Tetrax
  - Småtrapp (Tetrax tetrax)